# Wílmar Barrios
Wílmar Enrique Barrios Terán (Cartagena de Indias, 16 ottobre 1993) è un calciatore colombiano, centrocampista dello Zenit San Pietroburgo e della nazionale colombiana.

## Carriera

### Club

#### Inizi
Cresciuto calcisticamente nel Deportes Tolima, con il club milita dal 2013 al 2016 nella massima serie colombiana, totalizzando globalmente 144 presenze e 5 reti in quattro stagioni. 

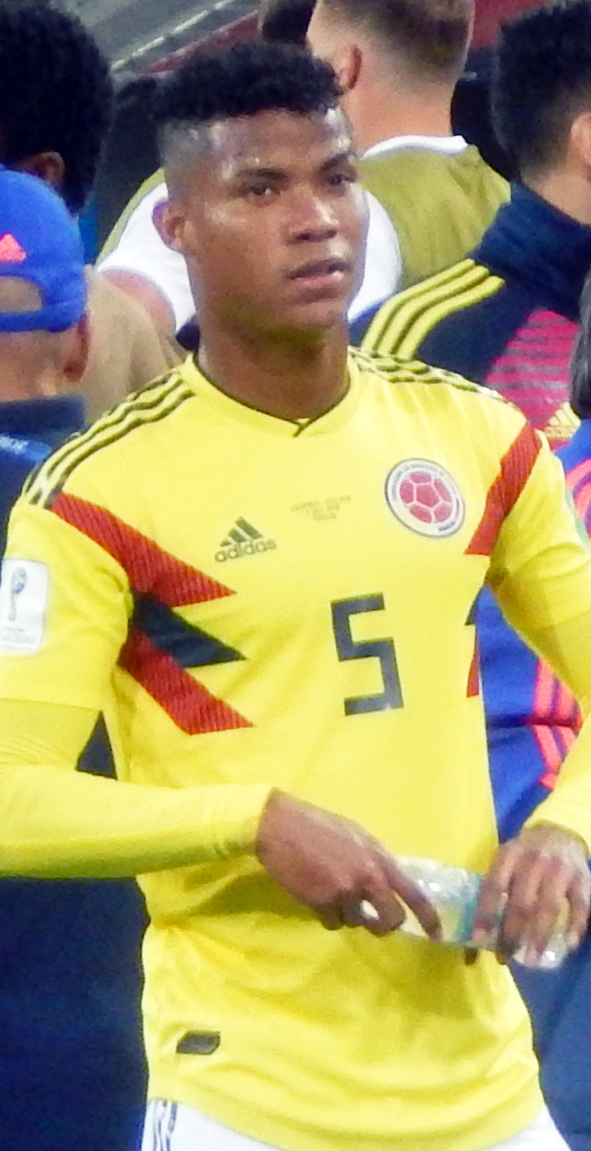
Wilmar Barrios con la maglia della Colombia ai Mondiali 2018.

### Boca Juniors
Il 23 agosto 2016 passa per 3 milioni di dollari al Boca Juniors, firmando con la società argentina un contratto valido fino al giugno 2020. Esordisce il 29 ottobre contro il Temperley (vittoria per 4-0) allo Bombonera, disputando gli ultimi diciassette minuti di gioco. Il 19 agosto 2017 segna il primo gol con la maglia gialloblu, nell'amichevole vinta per 2-1 contro i paraguaiani del Cerro Porteño. Il primo gol ufficiale è datato 10 dicembre 2017, contro l'Estudiantes (LP) (1-0). Vince la Primera División argentina nel 2017-2018.Viene espulso in occasione della finale della Coppa Libertadores 2018 contro il River Plate ai tempi supplementari..Un neo nel suo trascorso nel club,che è stato comunque positivo.

#### Zenit
Inizia la stagione seguente con il Boca, ma il 30 gennaio 2019 è acquistato a titolo definitivo, per 18 milioni di dollari, dai russi dello Zenit San Pietroburgo, con cui sottoscrive un contratto di quattro anni e mezzo.

### Nazionale
Nell'estate 2016 viene convocato dalla Colombia olimpica per disputare le Olimpiadi del 2016.
Con la nazionale maggiore debutta il 6 settembre 2016 come titolare nella partita valida per le qualificazioni al mondiale di Russia 2018 contro il Brasile, disputando tutti e 90 i minuti. Nel maggio 2018 viene convocato per il mondiale di Russia.

## Statistiche

### Presenze e reti nei club
Statistiche aggiornate al 21 febbraio 2019.
| Stagione            | Squadra             | Campionato          | Campionato | Campionato | Coppe nazionali | Coppe nazionali | Coppe nazionali | Coppe continentali | Coppe continentali | Coppe continentali | Altre coppe | Altre coppe | Altre coppe | Totale | Totale | Totale |
| Stagione            | Squadra             | Comp                | Pres       | Reti       | Comp            | Pres            | Reti            | Comp               | Pres               | Reti               | Comp        | Pres        | Reti        | Pres   | Reti   |        |
| ------------------- | ------------------- | ------------------- | ---------- | ---------- | --------------- | --------------- | --------------- | ------------------ | ------------------ | ------------------ | ----------- | ----------- | ----------- | ------ | ------ | ------ |
| 2013                | Deportes Tolima     | PD                  | 11         | 0          | CC              | 12              | 0               | CL                 | 0                  | 0                  | -           | -           | -           | 23     | 0      |        |
| 2014                | Deportes Tolima     | PD                  | 36         | 0          | CC              | 13              | 1               | -                  | -                  | -                  | -           | -           | -           | 49     | 1      |        |
| 2015                | Deportes Tolima     | PD                  | 37         | 3          | CC              | 8               | 0               | CS                 | 4                  | 0                  | -           | -           | -           | 49     | 3      |        |
| 2016                | Deportes Tolima     | PD                  | 18         | 0          | CC              | 5               | 1               | CS                 | 0                  | 0                  | -           | -           | -           | 23     | 1      |        |
| Totale Dep. Tolima  | Totale Dep. Tolima  | Totale Dep. Tolima  | 102        | 3          |                 | 38              | 2               |                    | 4                  | 0                  |             | -           | -           | 144    | 5      |        |
| 2016-2017           | Boca Juniors        | PD                  | 19         | 0          | CA              | 1               | 0               | -                  | -                  | -                  | -           | -           | -           | 20     | 0      |        |
| 2017-2018           | Boca Juniors        | PD                  | 23         | 1          | CA              | 3               | 0               | CL                 | 12                 | 0                  | SA          | 1           | 0           | 39     | 1      |        |
| 2018-2019           | Boca Juniors        | PD                  | 6          | 0          | CA              | 2               | 0               | CL                 | 0                  | 0                  | -           | -           | -           | 8      | 0      |        |
| Totale Boca Juniors | Totale Boca Juniors | Totale Boca Juniors | 48         | 1          |                 | 6               | 0               |                    | 12                 | 0                  |             | 1           | 0           | 67     | 1      |        |
| feb.-giu. 2019      | Zenit               | PL                  | 10         | 1          | KR              | 0               | 0               | UEL                | 4                  | 0                  | -           | -           | -           | 14     | 1      |        |
| 2019-2020           | Zenit               | PL                  | 26         | 1          | KR              | 3               | 0               | UCL                | 6                  | 0                  | -           | -           | -           | 35     | 1      |        |
| 2020-2021           | Zenit               | PL                  | 26         | 0          | KR              | 0               | 0               | UCL                | 6                  | 0                  | SR          | 1           | 0           | 33     | 0      |        |
| 2021-2022           | Zenit               | PL                  | 27         | 0          | KR              | 2               | 0               | UCL+UEL            | 6+2                | 0+0                | -           | -           | -           | 37     | 0      |        |
| 2022-2023           | Zenit               | PL                  | 28         | 1          | KR              | 2               | 0               | -                  | -                  | -                  | SR          | 1           | 0           | 31     | 1      |        |
| 2023-2024           | Zenit               | PL                  | 28         | 0          | KR              | 8               | 0               | -                  | -                  | -                  | SR          | 1           | 0           | 37     | 0      |        |
| Totale Zenit        | Totale Zenit        | Totale Zenit        | 145        | 3          |                 | 15              | 0               |                    | 24                 | 0                  |             | 3           | 0           | 187    | 3      |        |
| Totale carriera     | Totale carriera     | Totale carriera     | 295        | 7          |                 | 59              | 2               |                    | 40                 | 0                  |             | 4           | 0           | 398    | 9      |        |

### Cronologia presenze e reti in nazionale
| Cronologia completa delle presenze e delle reti in nazionale ― Colombia | Cronologia completa delle presenze e delle reti in nazionale ― Colombia | Cronologia completa delle presenze e delle reti in nazionale ― Colombia | Cronologia completa delle presenze e delle reti in nazionale ― Colombia | Cronologia completa delle presenze e delle reti in nazionale ― Colombia | Cronologia completa delle presenze e delle reti in nazionale ― Colombia | Cronologia completa delle presenze e delle reti in nazionale ― Colombia | Cronologia completa delle presenze e delle reti in nazionale ― Colombia |
| Data                                                                    | Città                                                                   | In casa                                                                 | Risultato                                                               | Ospiti                                                                  | Competizione                                                            | Reti                                                                    | Note                                                                    |
| ----------------------------------------------------------------------- | ----------------------------------------------------------------------- | ----------------------------------------------------------------------- | ----------------------------------------------------------------------- | ----------------------------------------------------------------------- | ----------------------------------------------------------------------- | ----------------------------------------------------------------------- | ----------------------------------------------------------------------- |
| 6-9-2016                                                                | Manaus                                                                  | Brasile                                                                 | 2 – 1                                                                   | Colombia                                                                | Qual. Mondiali 2018                                                     | -                                                                       |                                                                         |
| 6-10-2016                                                               | Asunción                                                                | Paraguay                                                                | 0 – 1                                                                   | Colombia                                                                | Qual. Mondiali 2018                                                     | -                                                                       | 72’                                                                     |
| 15-11-2016                                                              | San Juan                                                                | Argentina                                                               | 3 – 0                                                                   | Colombia                                                                | Qual. Mondiali 2018                                                     | -                                                                       | 46’                                                                     |
| 13-6-2017                                                               | Getafe                                                                  | Camerun                                                                 | 0 – 4                                                                   | Colombia                                                                | Amichevole                                                              | -                                                                       | 72’                                                                     |
| 31-8-2017                                                               | San Cristóbal                                                           | Venezuela                                                               | 0 – 0                                                                   | Colombia                                                                | Qual. Mondiali 2018                                                     | -                                                                       |                                                                         |
| 5-10-2017                                                               | Barranquilla                                                            | Colombia                                                                | 1 – 2                                                                   | Paraguay                                                                | Qual. Mondiali 2018                                                     | -                                                                       | 86’                                                                     |
| 10-10-2017                                                              | Lima                                                                    | Perù                                                                    | 1 – 1                                                                   | Colombia                                                                | Qual. Mondiali 2018                                                     | -                                                                       | 73’                                                                     |
| 14-11-2017                                                              | Chongqing                                                               | Cina                                                                    | 0 – 4                                                                   | Colombia                                                                | Amichevole                                                              | -                                                                       | 65’                                                                     |
| 23-3-2018                                                               | Saint-Denis                                                             | Francia                                                                 | 2 – 3                                                                   | Colombia                                                                | Amichevole                                                              | -                                                                       | 90’                                                                     |
| 27-3-2018                                                               | Londra                                                                  | Colombia                                                                | 0 – 0                                                                   | Australia                                                               | Amichevole                                                              | -                                                                       | 70’                                                                     |
| 19-6-2018                                                               | Saransk                                                                 | Colombia                                                                | 1 – 2                                                                   | Giappone                                                                | Mondiali 2018 - 1º turno                                                | -                                                                       | 31’ 64’                                                                 |
| 24-6-2018                                                               | Kazan'                                                                  | Polonia                                                                 | 0 – 3                                                                   | Colombia                                                                | Mondiali 2018 - 1º turno                                                | -                                                                       |                                                                         |
| 3-7-2018                                                                | Tušino                                                                  | Colombia                                                                | 1 – 1 dts (3 - 4 dtr)                                                   | Inghilterra                                                             | Mondiali 2018 - Ottavi di finale                                        | -                                                                       | 41’                                                                     |
| 7-9-2018                                                                | Miami                                                                   | Venezuela                                                               | 1 – 2                                                                   | Colombia                                                                | Amichevole                                                              | -                                                                       | 81’                                                                     |
| 11-9-2018                                                               | East Rutherford                                                         | Argentina                                                               | 0 – 0                                                                   | Colombia                                                                | Amichevole                                                              | -                                                                       |                                                                         |
| 12-10-2018                                                              | Tampa                                                                   | Stati Uniti                                                             | 2 – 4                                                                   | Colombia                                                                | Amichevole                                                              | -                                                                       | 63’ 89’                                                                 |
| 17-10-2018                                                              | Harrison                                                                | Colombia                                                                | 3 – 1                                                                   | Costa Rica                                                              | Amichevole                                                              | -                                                                       |                                                                         |
| 22-3-2019                                                               | Yokohama                                                                | Giappone                                                                | 0 – 1                                                                   | Colombia                                                                | Amichevole                                                              | -                                                                       |                                                                         |
| 26-3-2019                                                               | Seul                                                                    | Corea del Sud                                                           | 2 – 1                                                                   | Colombia                                                                | Amichevole                                                              | -                                                                       | 65’                                                                     |
| 4-6-2019                                                                | Bogotà                                                                  | Colombia                                                                | 3 – 0                                                                   | Panama                                                                  | Amichevole                                                              | -                                                                       |                                                                         |
| 9-6-2019                                                                | Lima                                                                    | Perù                                                                    | 0 – 3                                                                   | Colombia                                                                | Amichevole                                                              | -                                                                       | 66’                                                                     |
| 15-6-2019                                                               | Salvador de Bahia                                                       | Argentina                                                               | 0 – 2                                                                   | Colombia                                                                | Coppa America 2019 - 1º turno                                           | -                                                                       |                                                                         |
| 19-6-2019                                                               | San Paolo                                                               | Colombia                                                                | 1 – 0                                                                   | Qatar                                                                   | Coppa America 2019 - 1º turno                                           | -                                                                       |                                                                         |
| 23-6-2019                                                               | Salvador de Bahia                                                       | Colombia                                                                | 1 – 0                                                                   | Paraguay                                                                | Coppa America 2019 - 1º turno                                           | -                                                                       | 85’                                                                     |
| 29-6-2019                                                               | San Paolo                                                               | Colombia                                                                | 0 – 0 (4 – 5 dtr)                                                       | Cile                                                                    | Coppa America 2019 - Quarti di finale                                   | -                                                                       |                                                                         |
| 7-9-2019                                                                | Miami Gardens                                                           | Brasile                                                                 | 2 – 2                                                                   | Colombia                                                                | Amichevole                                                              | -                                                                       |                                                                         |
| 12-10-2019                                                              | Alicante                                                                | Colombia                                                                | 0 – 0                                                                   | Cile                                                                    | Amichevole                                                              | -                                                                       |                                                                         |
| 15-10-2019                                                              | Lilla                                                                   | Algeria                                                                 | 3 – 0                                                                   | Colombia                                                                | Amichevole                                                              | -                                                                       | 70’                                                                     |
| 19-11-2019                                                              | Harrison                                                                | Ecuador                                                                 | 0 – 1                                                                   | Colombia                                                                | Amichevole                                                              | -                                                                       |                                                                         |
| 9-10-2020                                                               | Barranquilla                                                            | Colombia                                                                | 3 – 0                                                                   | Venezuela                                                               | Qual. Mondiali 2022                                                     | -                                                                       |                                                                         |
| 13-10-2020                                                              | Santiago del Cile                                                       | Cile                                                                    | 2 – 2                                                                   | Colombia                                                                | Qual. Mondiali 2022                                                     | -                                                                       |                                                                         |
| 13-11-2020                                                              | Barranquilla                                                            | Colombia                                                                | 0 – 3                                                                   | Uruguay                                                                 | Qual. Mondiali 2022                                                     | -                                                                       |                                                                         |
| 3-6-2021                                                                | Lima                                                                    | Perù                                                                    | 0 – 3                                                                   | Colombia                                                                | Qual. Mondiali 2022                                                     | -                                                                       |                                                                         |
| 8-6-2021                                                                | Barranquilla                                                            | Colombia                                                                | 2 – 2                                                                   | Argentina                                                               | Qual. Mondiali 2022                                                     | -                                                                       | 46’                                                                     |
| 13-6-2021                                                               | Cuiabá                                                                  | Colombia                                                                | 1 – 0                                                                   | Ecuador                                                                 | Coppa America 2021 - 1º turno                                           | -                                                                       | 82’                                                                     |
| 17-6-2021                                                               | Goiânia                                                                 | Colombia                                                                | 0 – 0                                                                   | Venezuela                                                               | Coppa America 2021 - 1º turno                                           | -                                                                       |                                                                         |
| 20-6-2021                                                               | Goiânia                                                                 | Colombia                                                                | 1 – 2                                                                   | Perù                                                                    | Coppa America 2021 - 1º turno                                           | -                                                                       |                                                                         |
| 23-6-2021                                                               | Rio de Janeiro                                                          | Brasile                                                                 | 2 – 1                                                                   | Colombia                                                                | Coppa America 2021 - 1º turno                                           | -                                                                       | 90+9’                                                                   |
| 3-7-2021                                                                | Brasilia                                                                | Uruguay                                                                 | 0 – 0 (2 – 4 dtr)                                                       | Colombia                                                                | Coppa America 2021 - Quarti di finale                                   | -                                                                       |                                                                         |
| 6-7-2021                                                                | Brasilia                                                                | Argentina                                                               | 1 – 1 (3 – 2 dtr)                                                       | Colombia                                                                | Coppa America 2021 - Semifinale                                         | -                                                                       | 88’                                                                     |
| 9-7-2021                                                                | Brasilia                                                                | Colombia                                                                | 3 – 2                                                                   | Perù                                                                    | Coppa America 2021 - Finale 3º posto                                    | -                                                                       | 62’ 90+3’                                                               |
| 2-9-2021                                                                | La Paz                                                                  | Bolivia                                                                 | 1 – 1                                                                   | Colombia                                                                | Qual. Mondiali 2022                                                     | -                                                                       | 87’                                                                     |
| 5-9-2021                                                                | Asunción                                                                | Paraguay                                                                | 1 – 1                                                                   | Colombia                                                                | Qual. Mondiali 2022                                                     | -                                                                       |                                                                         |
| 9-9-2021                                                                | Barranquilla                                                            | Colombia                                                                | 3 – 1                                                                   | Cile                                                                    | Qual. Mondiali 2022                                                     | -                                                                       |                                                                         |
| 7-10-2021                                                               | Montevideo                                                              | Uruguay                                                                 | 0 – 0                                                                   | Colombia                                                                | Qual. Mondiali 2022                                                     | -                                                                       |                                                                         |
| 10-10-2021                                                              | Barranquilla                                                            | Colombia                                                                | 0 – 0                                                                   | Brasile                                                                 | Qual. Mondiali 2022                                                     | -                                                                       |                                                                         |
| 14-10-2021                                                              | Barranquilla                                                            | Colombia                                                                | 0 – 0                                                                   | Ecuador                                                                 | Qual. Mondiali 2022                                                     | -                                                                       |                                                                         |
| 11-11-2021                                                              | San Paolo                                                               | Brasile                                                                 | 1 – 0                                                                   | Colombia                                                                | Qual. Mondiali 2022                                                     | -                                                                       | 46’                                                                     |
| 28-1-2022                                                               | Barranquilla                                                            | Colombia                                                                | 0 – 1                                                                   | Perù                                                                    | Qual. Mondiali 2022                                                     | -                                                                       | 90+1’                                                                   |
| 1-2-2022                                                                | Córdoba                                                                 | Argentina                                                               | 1 – 0                                                                   | Colombia                                                                | Qual. Mondiali 2022                                                     | -                                                                       | 75’                                                                     |
| 29-3-2022                                                               | Ciudad Guayana                                                          | Venezuela                                                               | 0 – 1                                                                   | Colombia                                                                | Qual. Mondiali 2022                                                     | -                                                                       |                                                                         |
| 28-9-2022                                                               | Santa Clara                                                             | Messico                                                                 | 2 – 3                                                                   | Colombia                                                                | Amichevole                                                              | 1                                                                       | 72’ 87’                                                                 |
| 20-6-2023                                                               | Gelsenkirchen                                                           | Germania                                                                | 0 – 2                                                                   | Colombia                                                                | Amichevole                                                              | -                                                                       | 77’                                                                     |
| 7-9-2023                                                                | Barranquilla                                                            | Colombia                                                                | 1 – 0                                                                   | Venezuela                                                               | Qual. Mondiali 2026                                                     | -                                                                       | 85’                                                                     |
| 12-10-2023                                                              | Barranquilla                                                            | Colombia                                                                | 2 – 2                                                                   | Uruguay                                                                 | Qual. Mondiali 2026                                                     | -                                                                       |                                                                         |
| 17-10-2023                                                              | Quito                                                                   | Ecuador                                                                 | 0 – 0                                                                   | Colombia                                                                | Qual. Mondiali 2026                                                     | -                                                                       | 88’                                                                     |
| Totale                                                                  |                                                                         | Presenze                                                                | 56                                                                      |                                                                         | Reti                                                                    | 1                                                                       |                                                                         |

## Palmarès

### Club

#### Competizioni nazionali
- Copa Colombia: 1

Deportes Tolima: 2014
- Campionato argentino: 1

Boca Juniors: 2016-2017
- Campionato russo: 5

Zenit: 2018-2019, 2020-2021, 2021-2022, 2022-2023, 2023-2024
- Coppa di Russia: 2

Zenit: 2019-2020, 2023-2024
- Supercoppa di Russia: 5

Zenit: 2020, 2021, 2022, 2023, 2024